# Paradelphomyia (Oxyrhiza) aberdarica
Paradelphomyia (Oxyrhiza) aberdarica is een tweevleugelige uit de familie steltmuggen (Limoniidae). De soort komt voor in het Afrotropisch gebied.